# Boyfriend (canção de Ariana Grande e Social House)
"Boyfriend" é uma canção da cantora estadunidense Ariana Grande e da dupla compatriota Social House. Foi composta pelo trio em conjunto com Edgar Barrera, Steven Franks e Tommy Brown, que encarregaram-se de sua produção. O seu lançamento como single ocorreu em 2 de agosto de 2019, através da Republic Records.

## Antecedentes e lançamento
Ariana Grande já havia trabalhado anteriormente com a dupla Social House — formada por Charles Anderson e Michael Foster — em diversas ocasiões; eles participaram da composição de "Goodnight n Go", do quarto álbum da cantora, Sweetener (2018), e serviram como um dos principais colaboradores de seu disco seguinte, Thank U, Next (2019), co-produzindo e co-compondo um total de três músicas, dentre as quais as faixas de trabalho "Thank U, Next" e "7 Rings", que lideraram uma série de paradas musicais ao redor do mundo, incluindo a Billboard Hot 100 e a UK Singles Chart. A dupla também produziu "Monopoly", single colaborativo entre Grande e Victoria Monét lançado no mês seguinte, e Grande contribuiu com vocais de apoio em "Haunt You", canção lançada por eles no mesmo ano.
Para além destas produções, o Social House serviu como ato de abertura da Sweetener World Tour (2019), realizada pela intérprete em arenas norte-americanas e europeias, ao lado de Normani e Ella Mai. Em entrevista para a Billboard, Grande comentou intenções de continuar a lançar músicas durante a turnê e planos de novos trabalhos com o Social House, dizendo: "[Eles] são meu ato de abertura — você não acha que vamos ter um estúdio no ônibus? Que não vamos fazer música na estrada? É claro que vamos. Quero fazer o que seja autêntico, honesto e natural". Em meio aos frutos colaborativos e seus shows na turnê, a cantora revelou em suas redes sociais e encontros com fãs nos bastidores de sua turnê seu pretendido calendário de outros lançamentos para 2019: a música-tema da trilha sonora da re-produção do filme Charlie's Angels, para a qual serviu como produtora executiva, e um single a ser lançado no verão boreal de 2019 (entre junho e setembro).
Grande divulgou uma foto de si mesma no cenário de um vídeo em 24 de julho nas redes sociais, legendada com "eu uso Givenchy até nos meus vídeos" — referenciando sua campanha com a marca. A artista continuou a divulgar fotos da gravação nos dias seguintes, revelando que seria uma nova parceria com Social House. Uma prévia da música e do vídeo foi postada em 29 de julho, constando também o seu título como "Boyfriend" e data de lançamento marcada para 2 de agosto. Da mesma forma, revelou a capa no dia seguinte, apresentando Grande, Anderson e Foster fotografados contra uma parede em estilo Polaroid; na mesma data, foi disponibilizada para ser pré-salva no Spotify e Apple Music.

## Vídeo musical
O videoclipe foi dirigido por Hannah Lux Davis e lançado junto com a música em 2 de agosto de 2019. No vídeo, Grande e Foster retratam um casal disfuncional que busca o aconselhamento de Anderson enquanto cantam a música. Cenas intermitentes mostram Grande e Foster em uma festa e ambos vendo o outro flertando com outras pessoas. Cada um deles fantasia com ciúme sobre atacar violentamente os outros interesses amorosos de seu parceiro: Grande aborda e bate em uma garota e empurra outra garota para uma porta atirando uma flecha em sua palma; Foster chuta um cara na cara e puxa seu coração ainda batendo, dando para Grande. Outra sequência envolve Grande abrindo seu blazer e disparando lasers em forma de corações rosa de seu sutiã, chamando a atenção de Foster. O vídeo termina com o casal se beijando apaixonadamente no banheiro e, posteriormente, destruindo-o. Anderson os encontra, aparentemente desistindo do casal e deixando-os por conta própria. O vídeo já recebeu mais de 173 milhões de visualizações.

## Apresentações ao vivo
A música foi tocada pela primeira vez ao vivo por Grande e Social House na apresentação de Grande no Lollapalooza em 4 de agosto de 2019 com Social House. Grande posteriormente adicionou a música à uma parte da turnê européia de sua Sweetener World Tour.

## Histórico de lançamento
| Região         | Data                | Formato(s)                  | Gravadora |
| -------------- | ------------------- | --------------------------- | --------- |
| Mundo          | 2 de agosto de 2019 | Download digital, streaming | Republic  |
| Estados Unidos | 6 de agosto de 2019 | Rádios mainstream           | Republic  |
| Estados Unidos | 6 de agosto de 2019 | Rádios rhythmic             | Republic  |

## Certificações
| País (Empresa)        | Certificação |
| --------------------- | ------------ |
| Canadá (Music Canada) | Ouro         |
| Austrália (ARIA)      | Platina      |
| Nova Zelândia (RMNZ)  | Ouro         |
| Reino Unido (BPI)     | Prata        |